# Modrová
Modrová je naseljeno mjesto u okrugu Nové Mesto nad Váhom u  Trenčínskom kraju u Slovačkoj.

## Stanovništvo
| Godina:     | 1993. | 2003.   | 2013.   | 2023.   |
| ----------- | ----- | ------- | ------- | ------- |
| Broj ljudi: | 508   | 502     | 518     | 471     |
| Razlika:    |       | -1,18 % | +3,18 % | -9,07 % |

| Godina:     | 2022. | 2023.   |
| ----------- | ----- | ------- |
| Broj ljudi: | 473   | 471     |
| Razlika:    |       | -0,42 % |

Prema podacima o broju stanovnika iz 2023. godine naselje je imalo 471 stanovnika.>

## Vanjske poveznice
|  | Zajednički poslužitelj ima još gradiva o temi Modrová |

- Službena stranica naselja (sl.)